# Архангельская церковь (Мартыновский)
Архангельская церковь (церковь Михаила Архангела) — православный храм в станице Мартыновской Области Войска Донского, ныне хутор Мартыновский Волгоградской области.

## История
Деревянная приходская церковь, покрытая тёсом, в станице Мартыновской была построена в 1777 году на правом берегу реки Бузулук, освящена в 1778 году. Была она однопрестольная — во имя Аристратига Божьего Михаила. До этого в станице уже существовала деревянная Михайловская церковь, про которую известно, что в 1742 году она уже работала. В 1831 году Донским епархиальным начальством было разрешено построить на этом же месте каменную церковь, но за неимением средств этого сделано не было. Удалось только к церкви пристроить новую колокольню, а старую поставили вместо часовни на вновь отведенном станичном кладбище. В 1860-х годах часовня была уничтожена, а новая церковь построена в 1871 году. В 1907 году на средства прихожан был построен новый храм с тремя алтарями, деревянный, с такой же колокольней, покрытые листовым железом. В храме один придел был во имя Архистратига Михаила. Ему также принадлежали дом для священника, караулка для сторожей и школа. Причт Архангельской церкви согласно штата в 1870 года был представлен священником и двумя псаломщиками.
Храм находился от Донской консистории в 412 верстах. Ближайшие к нему церкви: Дмитриевская станицы Павловской — в 10 верстах, Дмитриевская станицы Дурновской — в 7 верстах и Никольская хутора Романова — в 12 верстах. Хутора прихода: Косов, Седов, Песковский и Товоложанский. В приходе работали учебные заведения:
- Мужская церковно-приходская школа (открыта в 1897 году).
- Министерское мужское училище (открыто в 1872 году).
- Земельная народная школа (открыта в 1882 году).

В советское время церковь была закрыта и разобрана. В Государственном архиве Волгоградской области имеются документы, относящиеся к этой церкви.